# Schloss Hochdorf (Remseck)

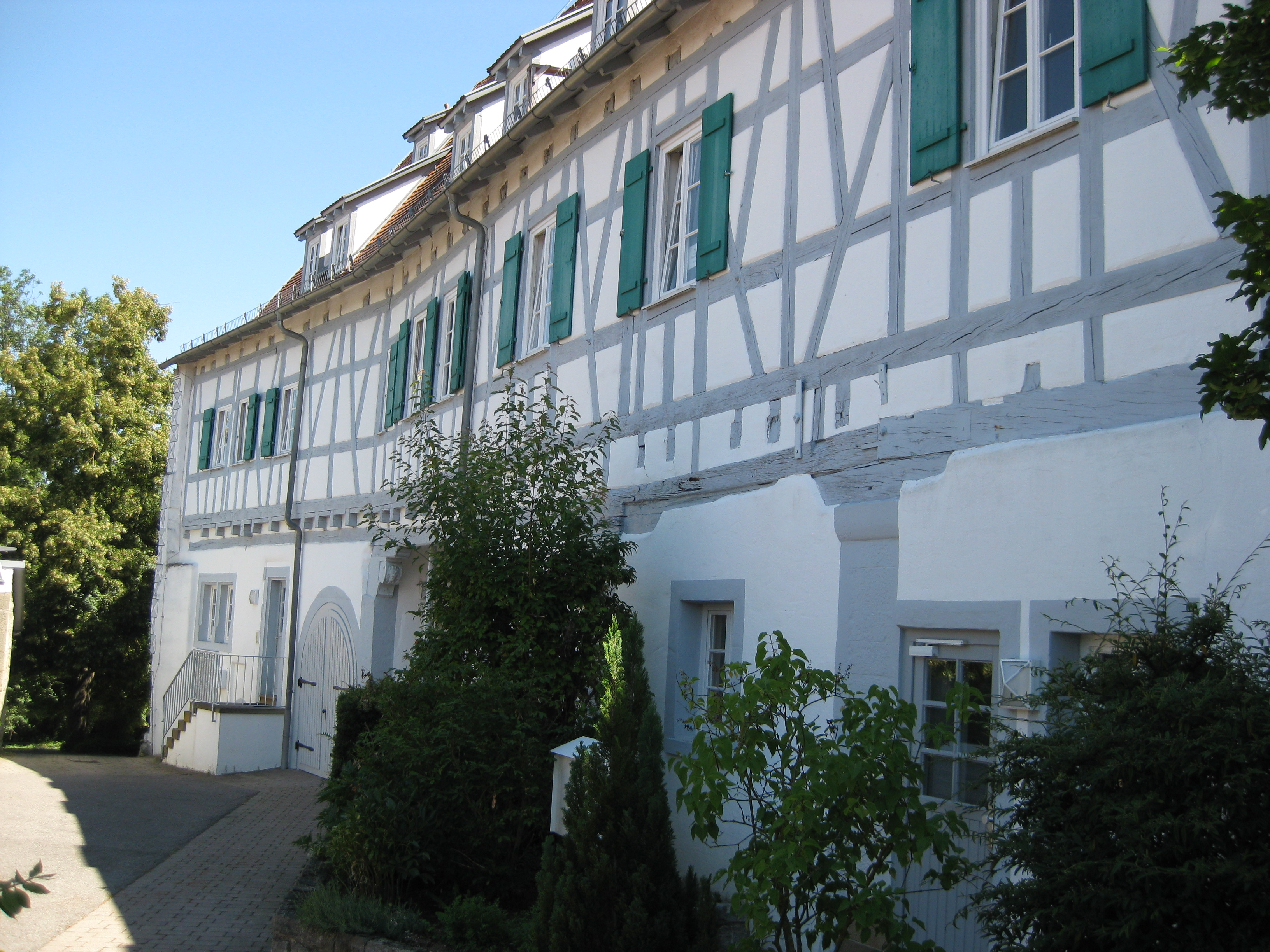
Schloss Hochdorf

Schloss Hochdorf ist ein Schloss im Stadtteil Hochdorf der Großen Kreisstadt Remseck am Neckar in Baden-Württemberg.

## Geschichte

### Vorgeschichte
An Stelle des heutigen Schlosses wurde im frühen 13. Jahrhundert auf einem Sporn oberhalb von Zipfelbach und Strombach eine Burg erbaut. Bauherren waren Angehörige des Hochdorfer Ortsadels, welche von den Herren von Owen abstammten. Sie waren zu diesem Zeitpunkt Ministeriale der Grafen von Calw-Löwenstein, denen auch die Herrschaft Wolfsölden und damit die Umgebung Hochdorfs gehörte.
Im Jahr 1345 kaufte Werner II. Nothaft aus der Familie der Nothafts von Hohenberg die Burg sowie Güter im Ort. Um 1428 wurde die Burg nur noch als Burgstall erwähnt. Anscheinend wurden die Steine zur Erweiterung von Schloss Hochberg genutzt, welches der Stammsitz der Nothafts war.  Im Jahr 1513 kaufte Jakob von Bernhausen die Nothaftschen Besitzungen in Hochdorf samt Burgstall von seinem Schwiegervater Jörg Nothaft.

### Bau und wechselnde Herrschaft
Ab 1514 begann Jakob von Bernhausen an Stelle der alten Burg mit der Errichtung eines Nachfolgebaus – dem heutigen Schloss. Dabei handelte es sich noch um einen eingeschossigen Bau. Seine Erben konnten den Besitz in Hochdorf jedoch nicht halten und verkauften Dorf und Schloss 1547 an die Familie Holdermann von Holderstein. Diese ergänzten das Fachwerk-Obergeschoss des Schlosses. Von den Holdermanns erwarb 1603 Matthäus Enzlin das Schloss und die Dorfherrschaft und gliederte sie in Württemberg ein. Nach Enzlins Verhaftung verkaufte Württemberg Hochdorf samt Schloss 1609 wieder an die Familie Nothaft von Hohenberg.
Die Nothaft gliederten Hochdorf nun ihrer Herrschaft Hochberg an und begannen das Schloss des Jakob von Bernhausen für ihre Zwecke umzubauen. Den Umbau des Schlosses führte der württembergische Landbaumeister Heinrich Schickhardt im Auftrag Jakob Nothafts bis 1612 durch. Nach Aussterben der Nothafts erbte ein Zweig der Familie von Gemmingen im Jahr 1681 die gesamte Herrschaft Hochberg und darunter auch das Hochdorfer Schloss. 1779 ging das Schloss schließlich durch Verkauf wieder an Württemberg.

### Bürgerliche Nutzung
Ab 1760 noch veranlasst durch die Gemmingens begann man im Schloss Bier zu brauen. Im Jahr 1796 wurde die nicht rentable Brauerei jedoch wieder geschlossen. Im Jahr 1797 erfolgte der Verkauf des Gebäudes an mehrere Personen, darunter den Hochdorfer Schultheiß Mattheus Klemmer.
Bis zur Eingemeindung in Remseck im Jahr 1975 war im Schloss unter anderem das Rathaus von Hochdorf untergebracht. Von da an befand sich hier eine Außenstelle des Remsecker Rathauses, ein Bürgersaal sowie eine Außenstelle der Gemeindebücherei. Teile des Schloss sind in privater Nutzung.